# Funkcja Liouville’a
Funkcja Liouville’a jest całkowicie multiplikatywną funkcją arytmetyczną wykorzystywaną w teorii liczb. Swoją nazwę nosi od nazwiska francuskiego matematyka, Josepha Liouville’a. Przyjmuje ona wartość {\displaystyle 1,} gdy jej argument ma parzyście wiele dzielników pierwszych (licząc z wielokrotnościami), a {\displaystyle -1,} gdy ma nieparzyście wiele.

## Definicja
Funkcja Liouville’a {\displaystyle \lambda \colon \mathbb {N} \to \{-1,1\}} dla {\displaystyle n} o rozkładzie na czynniki pierwsze {\displaystyle p_{1}^{e_{1}}p_{2}^{e_{2}}\cdot \ldots \cdot p_{k}^{e_{k}}} jest zadana przez
{\displaystyle \lambda (n)=(-1)^{e_{1}+e_{2}+\ldots +e_{k}}.}
Równoważnie, z wykorzystaniem funkcji pierwszej omega, możemy zdefiniować
{\displaystyle \lambda (n)=(-1)^{\Omega (n)}.}

## Wykorzystanie
Za pomocą funkcji Liouville’a można opisać równanie funkcyjne dla funkcji zeta Riemanna,
{\displaystyle {\frac {\zeta (2s)}{\zeta (s)}}=\sum _{n=1}^{\infty }{\frac {\lambda (n)}{n^{s}}},}
dla {\displaystyle \Re (s)>1,} a także dla funkcji L Dirichleta,
{\displaystyle {\frac {L(2s,\chi ^{2})}{L(s,\chi )}}=\sum _{n=1}^{\infty }{\frac {\lambda (n)\chi (n)}{n^{s}}}}
na tym samym zbiorze.
Definiując funkcję sumującą Liouville’a {\displaystyle L(x)=\sum _{n\leqslant x}\lambda (n),} z jej pomocą możemy zapisać równoważnie twierdzenie o liczbach pierwszych jako
{\displaystyle \lim _{x\to \infty }{\frac {L(x)}{x}}=0.}